# Helmut Berger (director de cinema)
Helmut Berger (Graz, 27 de setembre de 1949) és un actor, director i guionista austríac.

## Biografia
Berger va estudiar direcció i interpretació del 1969 al 1972 a la Universitat de Música i Arts Escèniques de Graz. Treballa com a actor i director al teatre des del 1972, i des del 1981 també ha treballat molt com a actor en cinema i televisió. El seu germà gran Wolfram també és actor.

## Filmografia (selecció)
| Guionista i director - 1986: Du mich auch - 1990: Nie im Leben - 1994: Bauernschach - 2010: Dirty Days Com actor - 1986: Lenz oder die Freiheit - 1987: Tatort: Atahualpa (sèrie de televisió) - 1987: Der gläserne Himmel - 1988: A.D.A.M. - 1990: Nie im Leben - 1991: Einmal Arizona - 1992: Thea und Nat - 1993: Das Sahara-Projekt - 1993: Tatort: Stahlwalzer - 1993: Julian H. entführt – Qualen einer Mutter - 1994: Polizeiruf 110: Lauf, Anna, lauf! - 1994: Nachtrunden - 1994: Tödliche Wahrheit - 1994: Bauernschach - 1995: Exit II – Verklärte Nacht - 1995: Brüder auf Leben und Tod - 1996: Verdammt, er liebt mich - 1996: Stille Wasser - 1997: Die Männer vom K3 – Blutsverwandtschaft - 1997: Tatort: Alptraum - 1997: Tatort: Morde ohne Leichen - 1997: Coming In - 1998: Anwalt Abel – Todesurteil für eine Dirne - 1998: Kommissar Rex – Lebendig begraben - 1998: Alarm für Cobra 11 – Ein Leopard läuft Amok - 1999: Alma - 1999: Die Häupter meiner Lieben - 1999: Doppeltes Dreieck - 1999: Sturmzeit (4/5) - 2000: Die Ehre der Strizzis (TV) - 2000: T.E.A.M. Berlin – Der Verrat - 2000: Probieren Sie’s mit einem Jüngeren - 2000: Ein lasterhaftes Pärchen | - 2000: Doppelter Einsatz – Wettlauf mit dem Tod - 2001: Tatort: Böses Blut - 2002: Die Verbrechen des Professor Capellari – Eine ehrenwerte Gesellschaft - 2002: Schneemann sucht Schneefrau - 2002: Die Männer vom K3 – Freier Fall - 2003: Kein Weg zurück - 2004: Tatort: Tod unter der Orgel - 2005: Donna Leon – Beweise, dass es böse ist - 2005: Die Leibwächterin - 2005: Mutig in die neuen Zeiten – Im Reich der Reblaus - 2006: Mutig in die neuen Zeiten – Nur keine Wellen - 2006: Agathe kann’s nicht lassen – Mord mit Handicap - 2007: Tatort: Der Finger - 2008: Der Nikolaus im Haus - 2008: Der Besuch der alten Dame - 2008: Morgen räum ich auf - 2009: Detektiv wider Willen - 2009: Bleib bei mir - 2009: Tango im Schnee - 2009: Wilsberg: Doktorspiele - 2010: Dirty Days - 2011: Die Abstauber - 2011: Inga Lindström: Svens Vermächtnis - 2011: Sommerlicht - 2012: Die Rache der Wanderhure - 2013: Unter Verdacht – Das Blut der Erde - 2013: Spieltrieb - 2014: Der letzte Tanz - 2016: Pregau – Kein Weg zurück - 2018: Der Bestatter (sèrie de televisió) - 2018: Dahoam is Dahoam (sèrie de televisió) – Folge 2194: Waldhochzeit - 2019: Die Schattenfreundin - 2019: Unter Verdacht – Evas letzter Gang - 2020: Landkrimi – Steirerwut (sèrie de televisió) - 2020: SOKO Kitzbühel – Worst Case Scenario (sèrie de televisió) - 2021: 29 Folgen von Dahoam is Dahoam (sèrie de televisió) |

## Premis
- 1987: Zürcher Filmpreis für Du mich auch
- 1991: Premi Max-Ophüls per Nie im Leben